# 帕赖巴努
帕赖巴努是巴西马拉尼昂州的一个市镇。总面积530.5平方公里，总人口20255人，人口密度38.2人/平方公里。